# Komenda Rejonu Uzupełnień Sosnowiec

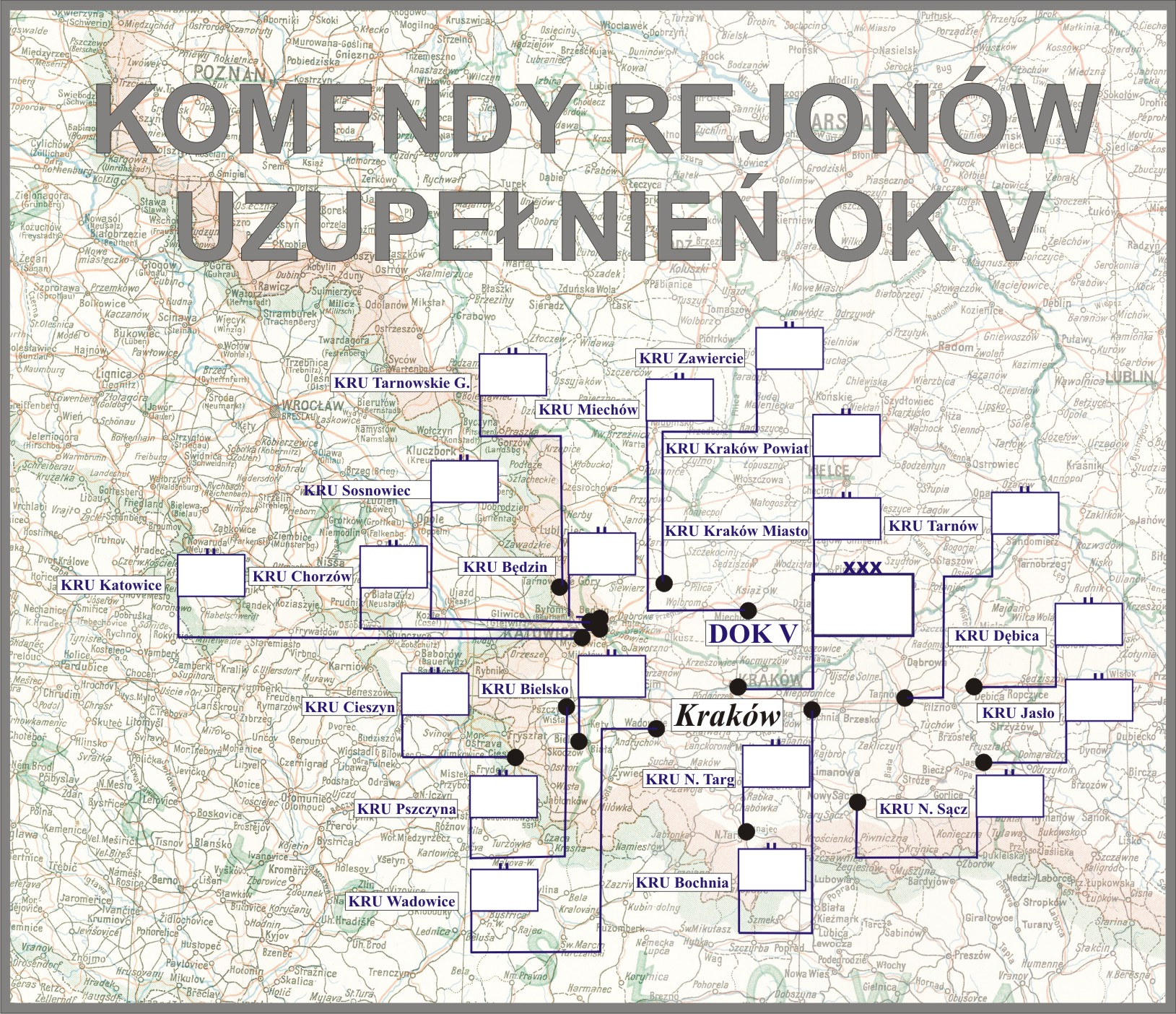
Komendy rejonów uzupełnień OK V

Komenda Rejonu Uzupełnień Sosnowiec (KRU Sosnowiec) – organ wojskowy właściwy w sprawach uzupełnień Sił Zbrojnych II Rzeczypospolitej i administracji rezerw w powierzonym mu rejonie.

## Historia komendy
27 grudnia 1918 roku minister spraw wojskowych ustanowił XXII Powiatową Komendę Uzupełnień w Będzinie obejmującą powiaty: będziński i olkuski oraz dąbrowski z siedzibą w Dąbrowie Górniczej. XXII PKU w Będzinie znajdowała się na terenie Okręgu Generalnego „Kraków” i podlegała Okręgowej Komendzie Uzupełnień w Krakowie.
Komenda, jako władza zaciągowa pierwszej instancji realizowała zadania i wykonywała obowiązki wynikające z Tymczasowej ustawy o powszechnym obowiązku służby wojskowej, która weszła w życie 29 października 1918 roku. Ponadto komenda przejęła zadania dotychczasowych Głównych Urzędów Zaciągu do Wojska Polskiego w zakresie: przyjmowania zgłoszeń ochotników do wojska i agitacji werbunkowej, przyjmowanie podań o przyjęcie do wojska wnoszonych przez oficerów i żołnierzy byłych I, II i III Korpusów Polskich w Rosji oraz armii austriackiej, rosyjskiej i niemieckiej, przyjmowanie podań o przyjęcie do szkół podoficerskich i szkół podchorążych, a także przyjmowanie podań o przyjęcie na kursy żandarmerii.
Organami pomocniczymi i wykonawczymi PKU byli oficerowie ewidencyjni. Wspomniani oficerowie realizowali zadania PKU w powierzonym im powiecie. Każdy oficer ewidencyjny miał do pomocy jednego pisarza i jednego szeregowego (ordynansa kancelaryjnego).
15 lipca 1919 roku minister spraw wojskowy zniósł urząd Oficera Ewidencyjnego w Dąbrowie z uwagi na to, że „Tymczasowe przepisy o organizacji urzędów powiatowych” nie przewidywały istnienia odrębnego powiatu dąbrowskiego. Powiat będziński obejmował teren powiatu dąbrowskiego.
18 listopada 1924 roku weszła w życie ustawa z dnia 23 maja 1924 roku o powszechnym obowiązku służby wojskowej, a 15 kwietnia 1925 roku rozporządzenie wykonawcze ministra spraw wojskowych do tejże ustawy, wydane 21 marca tego roku wspólnie z ministrami: spraw wewnętrznych, zagranicznych, sprawiedliwości, skarbu, kolei, wyznań religijnych i oświecenia publicznego, rolnictwa i dóbr państwowych oraz przemysłu i handlu. Wydanie obu aktów prawnych wiązało się z przejęciem przez władze cywilne (administracji I instancji) większości zadań związanych z przygotowaniem i przeprowadzeniem poboru. Przekazanie większości zadań władzom cywilnym umożliwiło organom służby poborowej zajęcie się wyłącznie racjonalnym rozdziałem rekruta oraz ewidencją i administracją rezerw. Do tych zadań dostosowana została organizacja wewnętrzna powiatowych komend uzupełnień i ich składy osobowe. Poszczególne komendy różniły się między sobą składem osobowym w zależności od wielkości administrowanego terenu.
Zadania i nowa organizacja PKU określone zostały w wydanej 27 maja 1925 roku instrukcji organizacyjnej służby poborowej na stopie pokojowej. W skład PKU Sosnowiec wchodziły dwa referaty: I) referat administracji rezerw i II) referat poborowy. Nowa organizacja i obsada służby poborowej na stopie pokojowej według stanów osobowych L. O. I. Szt. Gen. 3477/Org. 25 została ogłoszona 4 lutego 1926 roku. Z tą chwilą zniesione zostały stanowiska oficerów ewidencyjnych.
12 marca 1926 roku została ogłoszona obsada personalna Przysposobienia Wojskowego, zatwierdzona rozkazem Dep. I L. 6000/26 przez pełniącego obowiązki szefa Sztabu Generalnego gen. dyw. Edmunda Kesslera, w imieniu ministra spraw wojskowych. Zgodnie z nową organizacją pokojową Przysposobienia Wojskowego zostały zlikwidowane stanowiska oficerów instrukcyjnych przy PKU, a w ich miejsce utworzone rozkazem Oddz. I Szt. Gen. L. 7600/Org. 25 stanowiska oficerów przysposobienia wojskowego w pułkach piechoty.
Od 1926 roku, obok ustawy o powszechnym obowiązku służby wojskowej i rozporządzeń wykonawczych do niej, działalność PKU Sosnowiec normowała „Tymczasowa instrukcja służbowa dla PKU”, wprowadzona do użytku rozkazem MSWojsk. Dep. Piech. L. 100/26 Pob.
Z dniem 1 stycznia 1927 roku, z części gmin powiatu będzińskiego, został utworzony nowy powiat zawierciański z siedzibą władz powiatowych w Zawierciu.
Z dniem 1 października 1927 roku powiat zawierciański został podporządkowany nowo powstałej PKU Zawiercie.
W marcu 1930 roku PKU Sosnowiec nadal podlegała Dowództwu Okręgu Korpusu Nr V i administrowała powiatem będzińskim. W grudniu tego roku PKU Sosnowiec posiadała skład osobowy typ I.
31 lipca 1931 roku gen. dyw. Kazimierz Fabrycy, w zastępstwie ministra spraw wojskowych, rozkazem B. Og. Org. 4031 Org. wprowadził zmiany w organizacji służby poborowej na stopie pokojowej. Zmiany te polegały między innymi na zamianie stanowisk oficerów administracji w PKU na stanowiska oficerów broni (piechoty) oraz zmniejszeniu składu osobowego PKU typ I–IV o jednego oficera i zwiększeniu o jednego urzędnika II kategorii. Liczba szeregowych zawodowych i niezawodowych oraz urzędników III kategorii i niższych funkcjonariuszy pozostała bez zmian.
Z dniem 1 września 1931 roku minister spraw wojskowych utworzył PKU Będzin, która w sprawach poborowych administrowała powiatem będzińskim z wyłączeniem obszaru miasta Sosnowiec, który pozostał obszarem administracyjnym PKU Sosnowiec. Równocześnie PKU Sosnowiec otrzymała skład osobowy typu IV.
1 lipca 1938 roku weszła w życie nowa organizacja służby uzupełnień, zgodnie z którą dotychczasowa PKU Sosnowiec została przemianowana na Komendę Rejonu Uzupełnień Sosnowiec przy czym nazwa ta zaczęła obowiązywać 1 września 1938 roku, z chwilą wejścia w życie ustawy z dnia 9 kwietnia 1938 roku o powszechnym obowiązku wojskowym. Obok wspomnianej ustawy i rozporządzeń wykonawczych do niej, działalność KRU Sosnowiec normowały przepisy służbowe MSWojsk. D.D.O. L. 500/Org. Tjn. Organizacja służby uzupełnień na stopie pokojowej z 13 czerwca 1938 roku. Zgodnie z tymi przepisami komenda rejonu uzupełnień była organem wykonawczym służby uzupełnień .
Komendant rejonu uzupełnień w sprawach dotyczących uzupełnień Sił Zbrojnych i administracji rezerw podlegał bezpośrednio dowódcy Okręgu Korpusu Nr V, który był okręgowym organem kierowniczym służby uzupełnień. Rejon uzupełnień nie uległ zmianie i nadal obejmował miasto Sosnowiec.

## Obsada personalna
Poniżej przedstawiono wykaz oficerów zajmujących stanowisko komendanta Powiatowej Komendy Uzupełnień i komendanta rejonu uzupełnień oraz wykaz osób funkcyjnych (oficerów i urzędników wojskowych) pełniących służbę w PKU i KRU Sosnowiec, z uwzględnieniem najważniejszych zmian organizacyjnych przeprowadzonych w 1926 i 1938 roku.
| Komendanci                             | Komendanci              | Komendanci                         |
| -------------------------------------- | ----------------------- | ---------------------------------- |
| Stopień, imię i nazwisko               | Okres pełnienia funkcji | Kolejne stanowisko (dalsze losy)   |
| płk piech. Alfons Babich               | I – IX 1919             |                                    |
| ppłk Wacław Poważe                     | IX – 19 XI 1919.        | Stacja Zborna Oficerów w Warszawie |
| mjr Stanisław Ostrowski                | XI 1919 – IX 1920       |                                    |
| ppłk piech. Teodor Obraczay            | IX 1920 – III 1921      | dyspozycja dowódcy OGen. „Kielce”  |
| ppłk piech. Karol Blok                 | III 1921 – 31 XII 1928  | stan spoczynku                     |
| ppłk art. Feliks Harasimowicz          | III – XII 1929          | dyspozycja dowódcy OK V            |
| ppłk piech. Ludwik Franciszek Trznadel | wyznaczony w III 1930   | stanowiska nie objął               |
| ppłk art. Antoni Glanz                 | VI 1930 – XII 1931      | dyspozycja dowódcy OK V            |
| ppłk piech. Franciszek Smelkowski      | III 1932 – 1938         | stan spoczynku                     |
| ppłk piech. Franciszek II Studziński   | 1939                    | w konspiracji ZWZ/AK               |

| Obsada personalna XXI PKU w dniu 27 grudnia 1918 roku | Obsada personalna XXI PKU w dniu 27 grudnia 1918 roku  |
| ----------------------------------------------------- | ------------------------------------------------------ |
| komendant                                             | wakat                                                  |
| zastępca komendanta                                   | kpt. Juliusz Strumieński                               |
| oficer ewidencyjny w Będzinie                         | ppor. Ludwik Dorner                                    |
| oficer ewidencyjny w Dąbrowie Górniczej               | ppor. Władysław Sujkowski                              |
| oficer ewidencyjny w Olukszu                          | urzędnik ewidencyjny w randze kapitana Kacper Baczocha |

| Obsada pozostałych stanowisk funkcyjnych PKU w latach 1921–1925 | Obsada pozostałych stanowisk funkcyjnych PKU w latach 1921–1925 | Obsada pozostałych stanowisk funkcyjnych PKU w latach 1921–1925 | Obsada pozostałych stanowisk funkcyjnych PKU w latach 1921–1925 |
| --------------------------------------------------------------- | --------------------------------------------------------------- | --------------------------------------------------------------- | --------------------------------------------------------------- |
| I referent                                                      | por. piech. Stanisław Mielicki                                  | 1923 – II 1926                                                  | kierownik II referatu                                           |
| II referent                                                     | urzędnik wojsk. XI rangi Józef Bartoszek                        | 1923                                                            |                                                                 |
| II referent                                                     | por. piech. Czesław Tadeusz Grzeszko                            | I 1925 – II 1926                                                | referent                                                        |
| oficer instrukcyjny                                             | por. piech. Henryk Nitecki                                      | 1923 – III 1926                                                 | 75 pp                                                           |
| oficer ewidencyjny Będzin                                       | urzędnik wojsk. XI rangi Adolf Czerpiński vel Czepička          | 1923                                                            |                                                                 |
| Obsada pozostałych stanowisk funkcyjnych PKU w latach 1926–1938 |                                                                 |                                                                 |                                                                 |
| kierownik I referatu administracji rezerw i zastępca komendanta | mjr san. Dionizy Hermanowski                                    | II – IX 1926                                                    | I referent PKU Kraków Miasto                                    |
| kierownik I referatu administracji rezerw i zastępca komendanta | kpt. kanc. Franciszek Rejkowski                                 | od X 1926                                                       |                                                                 |
| kierownik I referatu administracji rezerw i zastępca komendanta | mjr gosp. Ottokar Wilhelm Patoczka                              | do II 1929                                                      | dyspozycja dowódcy OK V                                         |
| kierownik I referatu administracji rezerw i zastępca komendanta | mjr dypl. piech. Jan Kornaus                                    | III – XII 1929                                                  | szef sztabu 20 DP                                               |
| kierownik I referatu administracji rezerw i zastępca komendanta | kpt. sap. / gosp. Izydor Kotarba                                | p.o. VII 1929 – XI 1930                                         | płatnik 3 psp                                                   |
| kierownik I referatu administracji rezerw i zastępca komendanta | kpt. art. Eugeniusz Piotrowski                                  | ? – XI 1932                                                     | dyspozycja dowódcy OK V                                         |
| kierownik I referatu administracji rezerw i zastępca komendanta | kpt. art. Wawrzyniec Rzepka                                     | XII 1932 – VI 1938                                              | kierownik I referatu KRU                                        |
| kierownik II referatu                                           | por. piech. Stanisław Mielicki                                  | II 1926 – XII 1929                                              | kierownik II referatu PKU Tarnopol                              |
| kierownik II referatu                                           | kpt. art. Eugeniusz Piotrowski                                  | od XII 1929 – ?                                                 | kierownik I referatu                                            |
| kierownik II referatu                                           | por. kanc. / piech. Zygmunt Filip Kozubal                       | był w 1932 i w VI 1935                                          |                                                                 |
| referent                                                        | por. piech. Czesław Tadeusz Grzeszko                            | II 1926 – VII 1927                                              | referent w PKU Zawiercie                                        |
| referent                                                        | por. kanc. Zygmunt Filip Kozubal                                | VII 1927 – ?                                                    | kierownik II referatu                                           |
| referent                                                        | kpt. piech. Kazimierz Wincenty Piotrowski                       | I – VIII 1929                                                   | dyspozycja dowódcy OK V                                         |
| referent                                                        | por. kanc. Adam Jan Badowski                                    | XII 1929 – 31 X 1930                                            | stan spoczynku                                                  |
| referent (etat przejściowy)                                     | por. kanc. Zygmunt Filip Kozubal                                | II 1926 – VII 1927                                              | referent                                                        |
| Obsada pozostałych stanowisk funkcyjnych KRU w latach 1938–1939 |                                                                 |                                                                 |                                                                 |
| kierownik I referatu ewidencji                                  | kpt. adm. (art.) Wawrzyniec Rzepka                              | był w III 1939                                                  |                                                                 |
| kierownik II referatu uzupełnień                                | kpt. adm. (piech.) Stanisław II Chmielowski                     | był w III 1939                                                  |                                                                 |